# Trường đua Losail
Trường đua Losail (tiếng Ả Rập: حلبة لوسيل الدولية, tên quốc tế: Lusail International Circuit) là một trường đua xe chuyên dụng nằm ở thị trấn Lusail, phía bắc Doha, Qatar.

## Mô tả
Trường đua Losail nằm ở bờ biển phía đông của đất nước, cách thủ đô Doha 20 km về phía bắc, tọa lạc giữa sa mạc và có chiều dài 5.380 mét. Trường đua được khai trương vào năm 2004 và có giá trị tương đương khoảng 50 triệu euro. Bên cạnh đó, trường đua được cả Liên đoàn Ô tô Quốc tế (FIA) và Liên đoàn Xe máy quốc tế (FIM) công nhận và được coi là rất hiện đại; cơ sở vật chất của trường đua này bao gồm 40 gara, một trung tâm báo chí hiện đại với 200 địa điểm dành cho nhà báo và một bệnh viện đường đua. Ngoài các sự kiện đua xe, các cá nhân cũng có thể trường đua này.

## Lịch sử
Trường đua có giá trị đầu tư khoảng 58 triệu USD được khoảng 1000 công nhân xây dựng trong thời gian 1 năm và được khánh thành vào năm 2004 để kịp đăng cai chặng đua MotoGP Qatar 2004. Người chiến thắng thể thức MotoGP của chặng đua này là Sete Gibernau.
Năm 2008, trường đua được trang bị một dàn đèn hiện đại để tổ chức các chặng đua vào ban đêm. Người chiến thắng chặng đua đêm đầu tiên là Casey Stoner.
Năm 2020, do ảnh hưởng của đại dịch COVID-19 nên trường đua chỉ tổ chức các cuộc đua thể thức Moto2 và Moto3, riêng thể thức MotoGP bị hủy. Năm 2021, trường đua được phép đăng cai chặng đua MotoGP Qatar và MotoGP Doha.
Năm 2021, trường đua tổ chức chặng đua thứ 20 của giải đua xe Công thức 1 2021. Ngoài ra, đây cũng là chặng đua Công thức 1 đầu tiên được tổ chức tại Qatar. Trước giải đua ô tô Công thức 1 Qatar lần thứ hai vào năm 2023, trường đua sẽ được cải tạo và cơ sở vật chất và tăng sức chứa được tăng lên từ 8.000 đến 52.000.
Bắt đầu từ năm 2024, giải đua xe sức bền thế giới sẽ tổ chức chặng đua khai mạc mùa giải tại trường đua này, Qatar 1812 km, bên cạnh Prologue, các buổi thử nghiệm trước mùa giải.

## Các kỷ lục thời gian
Dưới đây là các kỷ lục vòng chạy của các giải đua khác nhau đã được lập ở trường đua Losail International:
| Giải đua                                   | Thời gian                                  | Tay đua                                    | Xe                                         | Sự kiện                                    |
| Kiểu đường Grand Prix: 5.380 km (2004-nay) | Kiểu đường Grand Prix: 5.380 km (2004-nay) | Kiểu đường Grand Prix: 5.380 km (2004-nay) | Kiểu đường Grand Prix: 5.380 km (2004-nay) | Kiểu đường Grand Prix: 5.380 km (2004-nay) |
| ------------------------------------------ | ------------------------------------------ | ------------------------------------------ | ------------------------------------------ | ------------------------------------------ |
| Công thức 1                                | 1:23,196                                   | Max Verstappen                             | Red Bull Racing RB16                       | Chặng đua GP Qatar 2021                    |
| GP2 châu Á                                 | 1:38,699                                   | Davide Rigon                               | Dallara GP2/08                             | 2009 Losail GP2 Asia Series round          |
| MotoGP                                     | 1:54,491                                   | Francesco Bagnaia                          | Ducati Desmosedici GP21                    | Chặng đua MotoGP Doha 2021                 |
| World SBK                                  | 1:56,687                                   | Jonathan Rea                               | Kawasaki Ninja ZX-10RR                     | 2019 Losail World SBK round                |
| Moto2                                      | 1:58,711                                   | Thomas Lüthi                               | Kalex Moto2                                | 2019 Qatar motorcycle Grand Prix           |
| WTCC                                       | 2:01,628                                   | José María López                           | Citroën C-Elysée WTCC                      | 2015 FIA WTCC Race of Qatar                |
| World SSP                                  | 2:01,832                                   | Kenan Sofuoğlu                             | Kawasaki Ninja ZX-6R                       | 2017 Losail World SSP round                |
| Moto3                                      | 2:05,403                                   | Romano Fenati                              | Honda NSF250RW                             | 2019 Qatar motorcycle Grand Prix           |
| Supersport 300                             | 2:13,798                                   | Ana Carrasco                               | Kawasaki Ninja 400                         | 2019 Losail Supersport 300 round           |